# Commonwealth Games 2014/Squash/Damendoppel
Damendoppel der Commonwealth Games 2014 im Squash.
Titelverteidigerinnen waren Jaclyn Hawkes und Joelle King. Da Hawkes ihre Karriere bereits beendet hatte, trat King mit Amanda Landers-Murphy an. Sie schieden im Viertelfinale aus. Das Endspiel gewannen Dipika Pallikal und Joshna Chinappa gegen Jenny Duncalf und Laura Massaro mit 11:6 und 11:8. Dies war die erste Medaille im Squash für Indien.

## Setzliste
| Nr. | Paarung                     | Erreichte Runde |
| --- | --------------------------- | --------------- |
| 01. | Jenny Duncalf Laura Massaro | Silber          |
| 02. | Kasey Brown Rachael Grinham | Halbfinale      |
| 03. | Emma Beddoes Alison Waters  | Bronze          |
| 04. | Nicol David Low Wee Wern    | Viertelfinale   |

| Nr. | Paarung                           | Erreichte Runde |
| --- | --------------------------------- | --------------- |
| 05. | Dipika Pallikal Joshna Chinappa   | Gold            |
| 06. | Joelle King Amanda Landers-Murphy | Viertelfinale   |
| 07. | Lisa Camilleri Donna Urquhart     | Viertelfinale   |
| 08. | Tesni Evans Deon Saffery          | Viertelfinale   |

### Zeichenerklärung
- Q = Qualifikant
- WC = Wildcard
- LL = Lucky Loser
- ALT = Ersatz (alternate)
- PR = Protected Ranking
- r = Aufgabe (retired)
- d = Disqualifikation
- w.o. = walkover

## Ergebnisse

### Vorrunde

#### Gruppe 1
| Rang | Setzung | Doppel                         | Sp. | S | N | Sp.-Diff. | S.-Diff. | Pkte |
| ---- | ------- | ------------------------------ | --- | - | - | --------- | -------- | ---- |
| 1    | 1       | Jenny Duncalf Laura Massaro    | 3   | 3 | 0 | 6:0       | 66:32    | 6    |
| 2    | 8       | Tesni Evans Deon Saffery       | 3   | 2 | 1 | 4:2       | 61:42    | 4    |
| 3    |         | Lynette Vai Eli Webb           | 3   | 1 | 2 | 2:5       | 46:71    | 2    |
| 4    |         | Charlotte Knaggs Kerrie Sample | 3   | 0 | 3 | 1:6       | 48:76    | 0    |

#### Gruppe 2
| Rang | Setzung | Doppel                                | Sp. | S | N | Sp.-Diff. | S.-Diff. | Pkte |
| ---- | ------- | ------------------------------------- | --- | - | - | --------- | -------- | ---- |
| 1    | 2       | Kasey Brown Rachael Grinham           | 3   | 3 | 0 | 6:0       | 66:32    | 6    |
| 2    | 7       | Lisa Camilleri Donna Urquhart         | 3   | 2 | 1 | 4:2       | 59:39    | 4    |
| 3    |         | Delia Arnold Vanessa Raj              | 3   | 1 | 2 | 2:4       | 44:58    | 2    |
| 4    |         | Kimberley Borg-Cauchi Colette Sultana | 3   | 0 | 3 | 0:6       | 26:66    | 0    |

#### Gruppe 3
| Rang | Setzung | Doppel                            | Sp. | S | N | Sp.-Diff. | S.-Diff. | Pkte |
| ---- | ------- | --------------------------------- | --- | - | - | --------- | -------- | ---- |
| 1    | 3       | Emma Beddoes Alison Waters        | 3   | 3 | 0 | 6:1       | 74:48    | 6    |
| 2    | 6       | Joelle King Amanda Landers-Murphy | 3   | 2 | 1 | 5:2       | 65:44    | 4    |
| 3    |         | Alex Clark Frania Gillen-Buchert  | 3   | 1 | 2 | 2:4       | 48:49    | 2    |
| 4    |         | Dorothy Boyce Sheila Morove       | 3   | 0 | 3 | 0:6       | 20:66    | 0    |

#### Gruppe 4
| Rang | Setzung | Doppel                                | Sp. | S | N | Sp.-Diff. | S.-Diff. | Pkte |
| ---- | ------- | ------------------------------------- | --- | - | - | --------- | -------- | ---- |
| 1    | 8       | Dipika Pallikal Joshna Chinappa       | 3   | 3 | 0 | 6:0       | 66:29    | 6    |
| 2    | 4       | Nicol David Low Wee Wern              | 3   | 2 | 1 | 4:3       | 64:53    | 4    |
| 3    |         | Megan Craig Kylie Lindsay             | 3   | 1 | 2 | 3:4       | 58:56    | 2    |
| 4    |         | Mihiliya Methsarani Nadindhi Udangawa | 3   | 0 | 3 | 0:6       | 16:66    | 0    |

### Finalrunde
|  | Viertelfinale | Viertelfinale                     | Viertelfinale                   | Viertelfinale                   | Viertelfinale |                                 |                                 | Halbfinale | Halbfinale                  | Halbfinale                  | Halbfinale                  | Halbfinale                 |                            |                            | Finale | Finale | Finale | Finale | Finale | Finale | Finale | Finale |
|  |               |                                   |                                 |                                 |               |                                 |                                 |            |                             |                             |                             |                            |                            |                            |        |        |        |        |        |        |        |        |
|  | 1             | Jenny Duncalf Laura Massaro       | 11                              | 11                              |               |                                 |                                 |            |                             |                             |                             |                            |                            |                            |        |        |        |        |        |        |        |        |
|  | 7             | Lisa Camilleri Donna Urquhart     | 7                               | 4                               |               |                                 |                                 |            |                             |                             |                             |                            |                            |                            |        |        |        |        |        |        |        |        |
|  | 7             | Lisa Camilleri Donna Urquhart     | 7                               | 4                               | 1             | Jenny Duncalf Laura Massaro     | 11                              | 11         |                             |                             |                             |                            |                            |                            |        |        |        |        |        |        |        |        |
|  |               |                                   |                                 |                                 |               | Jenny Duncalf Laura Massaro     | 11                              | 11         |                             |                             |                             |                            |                            |                            |        |        |        |        |        |        |        |        |
|  |               | 3                                 | Emma Beddoes Alison Waters      | 7                               | 8             |                                 |                                 |            |                             |                             |                             |                            |                            |                            |        |        |        |        |        |        |        |        |
|  | 3             | 3                                 | Emma Beddoes Alison Waters      | 7                               | 8             | Emma Beddoes Alison Waters      | 11                              | 11         |                             |                             |                             |                            |                            |                            |        |        |        |        |        |        |        |        |
|  | 3             |                                   |                                 |                                 |               |                                 | 11                              | 11         |                             |                             |                             |                            |                            |                            |        |        |        |        |        |        |        |        |
|  | 4             | Nicol David Low Wee Wern          | 10                              | 8                               |               |                                 |                                 |            |                             |                             |                             |                            |                            |                            |        |        |        |        |        |        |        |        |
|  | 4             | Nicol David Low Wee Wern          | 10                              | 8                               | 1             | Jenny Duncalf Laura Massaro     | Jenny Duncalf Laura Massaro     | 6          | 8                           |                             |                             |                            |                            |                            |        |        |        |        |        |        |        |        |
|  |               |                                   |                                 |                                 |               | Jenny Duncalf Laura Massaro     | Jenny Duncalf Laura Massaro     | 6          | 8                           |                             |                             |                            |                            |                            |        |        |        |        |        |        |        |        |
|  |               | 5                                 | Dipika Pallikal Joshna Chinappa | Dipika Pallikal Joshna Chinappa | 11            | 11                              |                                 |            |                             |                             |                             |                            |                            |                            |        |        |        |        |        |        |        |        |
|  | 5             | 5                                 | Dipika Pallikal Joshna Chinappa | Dipika Pallikal Joshna Chinappa | 11            | 11                              | Dipika Pallikal Joshna Chinappa | 11         | 11                          |                             |                             |                            |                            |                            |        |        |        |        |        |        |        |        |
|  | 5             |                                   |                                 |                                 |               |                                 |                                 |            |                             |                             |                             |                            |                            |                            |        |        |        |        |        |        |        |        |
|  | 6             | Joelle King Amanda Landers-Murphy | 9                               | 5                               |               |                                 |                                 |            |                             |                             |                             |                            |                            |                            |        |        |        |        |        |        |        |        |
|  | 6             | Joelle King Amanda Landers-Murphy | 9                               | 5                               | 5             | Dipika Pallikal Joshna Chinappa | 11                              | 7          | 11                          |                             |                             |                            |                            |                            |        |        |        |        |        |        |        |        |
|  |               |                                   |                                 |                                 | 5             | Dipika Pallikal Joshna Chinappa | 11                              | 7          | 11                          | Spiel um Platz 3            |                             |                            |                            |                            |        |        |        |        |        |        |        |        |
|  |               | 2                                 | Kasey Brown Rachael Grinham     | 9                               | 11            | 4                               |                                 |            |                             |                             |                             |                            |                            |                            |        |        |        |        |        |        |        |        |
|  | 8             | 2                                 | Kasey Brown Rachael Grinham     | 9                               | 11            | 4                               | Tesni Evans Deon Saffery        | 10         | 6                           |                             | 3                           | Emma Beddoes Alison Waters | Emma Beddoes Alison Waters | Emma Beddoes Alison Waters | 11     | 11     |        |        |        |        |        |        |
|  | 8             |                                   |                                 |                                 |               |                                 | Tesni Evans Deon Saffery        | 10         | 6                           |                             | 3                           | Emma Beddoes Alison Waters | Emma Beddoes Alison Waters | Emma Beddoes Alison Waters | 11     | 11     |        |        |        |        |        |        |
|  | 2             | Kasey Brown Rachael Grinham       | 11                              | 11                              |               |                                 |                                 | 2          | Kasey Brown Rachael Grinham | Kasey Brown Rachael Grinham | Kasey Brown Rachael Grinham | 3                          | 5                          |                            |        |        |        |        |        |        |        |        |